# Artasir
Artasir (perz. Artasura: „snažan kroz Artu“, akad. Artasuru, elam. Irdašura, grč. Artasyras) je bio satrap (pokrajinski namjesnik) Hirkanije tijekom sredine 6. stoljeća pr. Kr. Svoju satrapsku karijeru započeo je pod vladavinom medijskog vladara Astijaga, no nakon što je Kir Veliki 550. pr. Kr. pokorio Medijsko Carstvo, Hirkanija postaje dijelom novog Perzijskog Carstva, a Artasir zadržava mjesto satrapa. Gotovo jedini povijesni dokument koji spominje Artasira je „Opća povijest“ od Nikolaja iz Damaska.

## Vanjske poveznice
- [neaktivna poveznica]